# تشارلز إتش بورسيل
تشارلز إتش بورسيل (بالإنجليزية: Charles H. Purcell)‏ هو مهندس ومهندس مدني أمريكي، ولد في 27 يناير 1883 في نورث بيند في الولايات المتحدة، وتوفي في 7 سبتمبر 1951.